# 三姉妹 雲南の子
『三姉妹 雲南の子』（さんしまい うんなんのこ、原題:三姊妹）は、王兵監督による2012年の香港・フランス合作のドキュメンタリー映画。ヴェネチア国際映画祭でオリゾンティ部門グランプリ受賞。

## あらすじ
中国で最も貧しい雲南地方に暮らす母は家を出て、父は出稼ぎに出ている、10歳の長女、6歳の次女、4歳の三女の、日常を追ったドキュメンタリー。

## キャスト
- 英英（インイン） - 10歳 長女
- 珍珍（チェンチェン） - 6歳 次女
- 粉粉（フェンフェン） - 4歳 三女
- 燕燕（イエンイエン） - 8歳 従妹
- 小甫（シャオプー） - 9歳 従弟
- 朱福蓮（チュ・フーリェン） - 近所に住む伯母
- 孫興亮（スン・シンリャン） - 66歳 祖父
- 孫順宝（スン・シュンパオ） - 32歳 父親
- 永高（ヨンガオ） - 11歳 近所の友達
- 永鳳（ヨンフォン） - 10歳 永高の従弟
- 永金（ヨンジン） - 9歳 永高の弟
- 嬌嬌（ジャオジャオ） - 6歳 英英とは仲が悪い近所の少女
- 老羊窩（ラオ・ヤンウォ） - 大伯父
- 劉開明（リウ・カイミン） - 村長
- 艶艶（イェンイェン） - 義母の連れ子

## 製作
2009年にバルセロナ現代文化センターのためにつくられた18分間の『Happy Valley』が、本作の起源となっている。2010年、山腹に位置する人里離れた村落にて、6か月をかけて撮影がおこなわれた。

## 評価
『Slant Magazine』のChris Cabinは本作に4つ星満点の3つ星をつけた。『Slant Magazine』のJordan Cronkは、「王兵のデジタル手持ちの美学は相変わらず厳格である一方で、彼が本作で主題を捉える手つきには拡張と洗練を見い出せる」と評価した。『Variety』のJay Weissbergは、「貧しい一家の原始的な生活ぶりに向けられた眼差しが、中国の好景気の幻影への鋭い反論となっている」と指摘した。『The List』のTony McKibbinは、「都会で生計を立てられなくなった父親が二人の娘を連れて村に帰ってくる瞬間、小さな村での生活がどんなに厳しくても、中国には人生を楽に過ごせる場所などないことを思い知らされる」と述べた。
2012年、第69回ヴェネツィア国際映画祭にてプレミア上映され、オリゾンティ部門グランプリを受賞。2013年、第27回フリブール国際映画祭にて、最高賞を含めた4つの賞を受賞した。